# Hồ Thị Bi
Hồ Thị Bi (1916–2011) là một nữ chỉ huy quân sự lừng danh trong Chiến tranh Đông Dương, từng được người đương thời gọi bằng biệt danh Nữ kiệt miền Đông, Madame 131, Chị Năm hậu phương, Bà Năm chính sách. Bà cùng với Thiếu tướng Nguyễn Thị Định được xem là 2 nữ chỉ huy quân sự tiêu biểu của miền Nam trong suốt thời kỳ Chiến tranh Việt Nam. Bà được nhà nước Việt Nam phong hàm Đại tá Quân đội nhân dân Việt Nam và danh hiệu Anh hùng lực lượng vũ trang nhân dân.

## Xuất thân bần cùng
Bà tên thật là Hồ Thị Hoa, sinh năm 1916 trong một gia đình nghèo tại làng Tân Hiệp, quận Hóc Môn, tỉnh Gia Định (nay là xã Tân Hiệp, huyện Hóc Môn, Thành phố Hồ Chí Minh). Ngày và tháng sinh của bà không rõ. Theo truyền thống Nam Bộ, do bà là người con thứ 4 trong gia đình và có tên thân mật là Bi, nên bà còn có tên là Năm Bi.
Cha của bà mất sớm, đến năm lên 6 tuổi thì mẹ của bà cũng ngã bệnh nặng. Bà phải bắt đầu phụ giúp bán chè xôi nước để sinh kế. Năm lên 10 tuổi, bà phải đi ở đợ để kiếm thêm tiền nuôi mẹ, nuôi em.
Do hoàn cảnh gia đình, nên từ nhỏ bà đã không được học hành. Do sự cố gắng làm lụm và tiết kiệm, bà dần dành dụm một số tiền để thoát khỏi thân phận ở đợ và làm nghề bán chè ở chợ Hóc Môn.

## Hoạt động cách mạng
Vào tuổi trưởng thành, bà lập gia đình. Chịu ảnh hưởng từ người chồng, vốn là một thành viên tích cực của Hội Ái hữu tương tế, một tổ chức ngoại vi của Đảng Cộng sản Đông Dương, bà sớm tham gia hoạt động của Hội với ý thức đơn giản là đoàn kết tương trợ, bênh vực giới nữ tiểu thương nghèo khổ bị áp bức, đấu tranh bãi thị, đòi giảm thuế chợ. Tháng 6 năm 1936, bà được kết nạp vào Đảng Cộng sản Đông Dương, bấy giờ đang hoạt động công khai trong phong trào Mặt trận Dân chủ Đông Dương.
Năm 1939, phong trào Mặt trận Dân chủ Đông Dương bị chính quyền thực dân đàn áp. Chồng bà cũng bị bắt do liên can đến vụ đình công ở Hóc Môn. Để tránh liên lụy, bà gia đình chồng sống tự lập. Mặt dù vậy, bà vẫn bí mật hoạt động liên lạc cho các cán bộ Cộng sản. Năm 1941, bà tham gia Hội Phụ nữ Cứu quốc Hóc Môn.
Để chuẩn bị cho Cách mạng tháng 8, bà được Quận ủy Hóc Môn giao nhiệm vụ làm Trưởng ban tiếp tế và chỉ huy đại đội nữ binh thị trấn Hóc Môn, Phó hội trưởng Hội Phụ nữ Cứu quốc. Ngày 25 tháng 8 năm 1945, bà cùng đoàn biểu tình từ Hóc Môn kéo về Sài Gòn, cùng tham gia giành chính quyền tại Sài Gòn.

## Trở thành chỉ huy quân sự

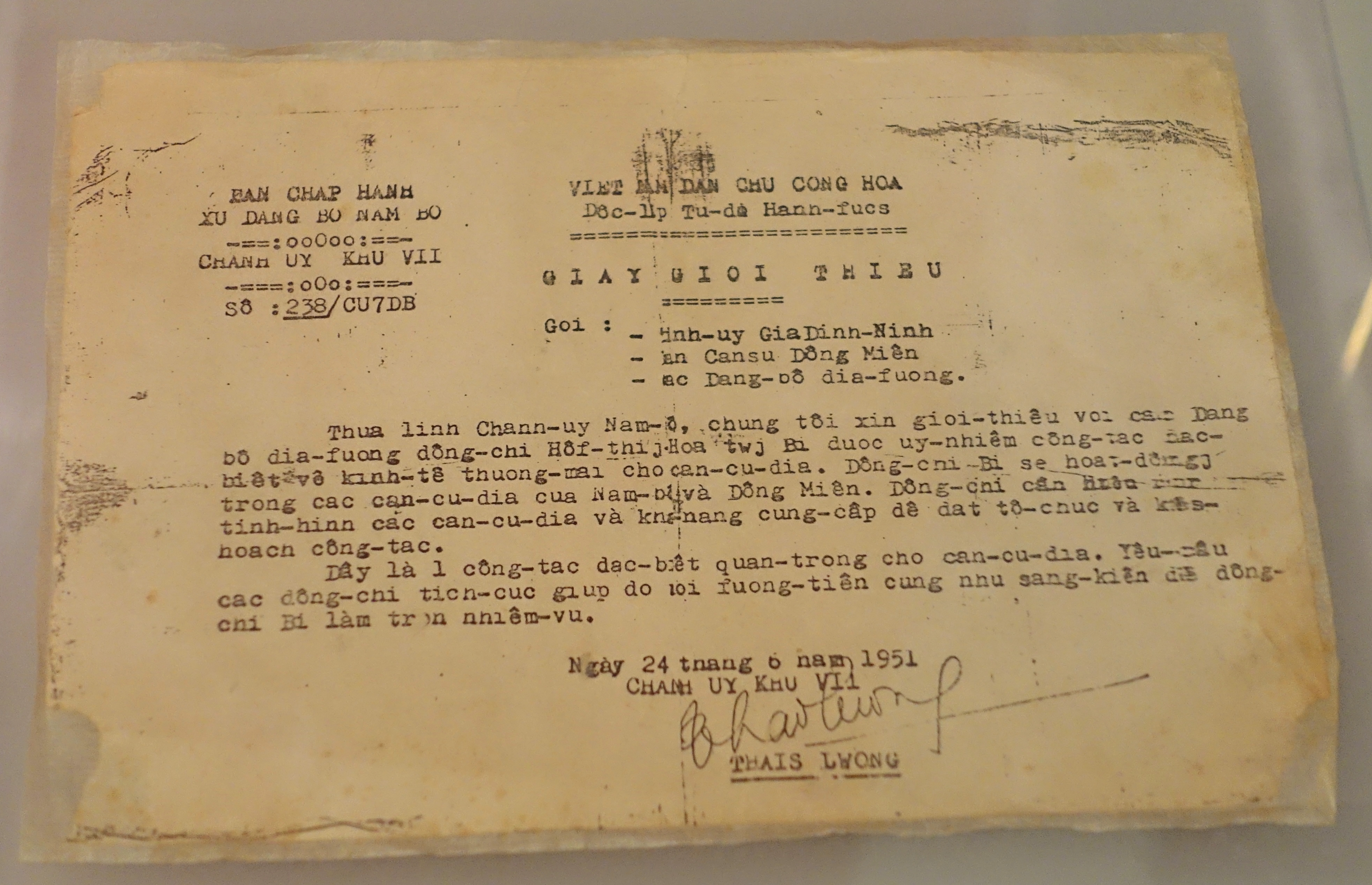
Giấy giới thiệu năm 1951 của Chánh ủy khu VII nêu nhiệm vụ của bà Hồ Thị Bi là công tác đặc biệt về kinh tế thương mại cho căn cứ địa

Khi quân Pháp nổ súng tái chiếm Nam Bộ, với vai trò Trưởng ban tiếp tế quận Hóc Môn, bà phụ trách tiếp tế các mặt trận Tham Lương, Bến Phân, Chợ Cầu cho Giải phóng quân liên quận Hóc Môn – Bà Điểm – Đức Hòa. Tuy nhiên, trước sức mạnh của quân Pháp, các mặt trận đều bị vỡ. Các lực lượng chống Pháp đều phải rút ra ngoại vi để hoạt động kháng chiến. Do hoàn cảnh có ba con nhỏ và chồng đang công tác tại Ban an ninh quận, bà được khuyên trở về nhà làm ăn, nuôi con. Hai lần đề đạt ý nguyện tham gia kháng chiến, nhưng đều bị từ chối, bà bị buộc phải giải ngũ trở về nhà.
Không cam tâm đứng ngoài, bà nảy ra ý định thành lập đơn vị riêng. Bà tập hợp những người cùng có hoàn cảnh muốn tham gia kháng chiến nhưng bị buộc phải giải ngũ, thành lập một đội tuyên truyền vũ trang, vừa sản xuất tự túc nuôi thân, vừa đánh giặc, gọi là đội công tác xã Thới Tứ. Đây chính là tiền thân của Ban công tác Thành số 12 và Đại đội 2804.
Đội công tác do bà chỉ huy gồm 5 "tiểu đội", có 2 nam, 2 nữ và 1 trẻ em, thu thập một số lựu đạn, thực hiện liên tiếp các trận đánh bằng lựu đạn vào quân Pháp và các chức sắc cộng tác với chính quyền Pháp tại chợ Hóc Môn, Nhà Việc, chùa Ông, chợ Cầu. Đặc biệt với trận đánh ngày 12 tháng 12 năm 1945, đội công tác của bà tiêu diệt được một tiểu đội lính Pháp và được Ban chỉ huy Giải phóng quân Liên quận gửi giấy khen và tặng một khẩu súng ngắn 7,65 ly.
Do những trận đánh này mà uy tín của đội công tác của bà lên cao và có ngày càng nhiều người gia nhập. Tên tuổi Năm Bi cũng bắt đầu được nhiều người biết đến. Với số vũ khí thu thập được, bà dần xây dựng thành một đội quân chiến đấu độc lập, thành lập căn cứ tại Rỗng ông Hồ (Hóc Môn). Đội công tác của bà được Tư lệnh Nguyễn Bình công nhận là một đơn vị chính thức gọi là Ban Công tác Thành số 12 và đơn vị chiến đấu của bà mang phiên hiệu Đại đội 2804, thuộc Chi đội 12, do bà làm chỉ huy trưởng. Trong Đại đội của bà còn tổ chức cả một tiểu đội gồm các hàng binh người Âu trong quân đội Pháp. Với đội quân này, bà tổ chức nhiều trận tập kích, khủng bố trong vùng quân Pháp kiểm soát, làm ngay cả đối phương cũng phải nể phục. Bấy giờ bà chưa biết chữ, nên các bản án khủng bố do bà ký tên run tay, chữ "Bi" giống số "131", do đó quân Pháp ở Hóc Môn gọi bà là Madame 131 hay Capitaine 131.
Năm 1948, bà được cử làm Tiểu đoàn phó Tiểu đoàn 935, Trung đoàn 312. Hai năm sau, bà được giao nhiệm vụ xây dựng căn cứ Dương Minh Châu cùng với 30 đồng chí, phần lớn là thương bệnh binh, được tổ chức thành bộ khung của Tiểu đoàn 999, có nhiệm vụ mở đường xây dựng căn cứ địa nối liền Nam Bộ với Campuchia. Tại vùng biên giới, bà đã cho tổ chức các hoạt động căn cứ và tiếp tế thành công, tạo tiền đề cho sự phát triển của căn cứ về sau trong Chiến tranh Việt Nam. Bà rất chú trọng hoạt động tuyên truyền vận động dân chúng, vì vậy được người dân Khmer vùng này kính trọng và gọi bằng biệt danh Lục thum Bi.
Năm 1953, bà được cử tham gia đoàn công tác ra Việt Bắc. Tại đây, lần đầu tiên bà được gặp mặt Chủ tịch Hồ Chí Minh và được ông đặt biệt danh Nữ kiệt miền Đông. Trong dịp này, bà cũng được trao tặng Huân chương kháng chiến chống Pháp hạng Nhất.

## Chị Năm chính sách
Chưa kịp trở về Nam thì Hiệp định Genève, 1954 được ký kết, bà được phân công công tác tại bộ phận chuẩn bị đón tiếp đồng bào, chiến sĩ miền Nam tập kết ra Bắc. Năm 1956, bà được bầu làm Ủy viên Ban Chấp hành Trung ương Hội Liên hiệp Phụ nữ Việt Nam. Năm 1959, khi đang công tác tại bộ phận chính sách của Tổng cục Chính trị Quân đội nhân dân Việt Nam, bà là một trong những nữ quân nhân hiếm hoi được phong quân hàm Đại úy.
Năm 1960, bà được giới thiệu ứng cử Đại biểu Quốc hội tại tỉnh Hòa Bình, là tỉnh kết nghĩa với tỉnh Gia Định, quê hương của bà. Bà trúng cử 2 khóa liên tiếp tại tỉnh này. Năm 1963, bà đã trồng một cây đa để kỷ niệm tại ngã 3 xã Hùng Tiến, huyện Kim Bôi, tỉnh Hòa Bình. Từ đó, người dân địa phương gọi ngã 3 này là Ngã 3 Hồ Thị Bi và cây đa do bà trồng là Cây đa bà Bi.
Trong 12 năm làm công tác chính sách, bà phụ trách công tác quản lý gia đình hậu phương quân đội để cán bộ, chiến sĩ ở tiền phương yên tâm chiến đấu. Trong những năm Chiến tranh phá hoại miền Bắc lần thứ nhất, bà được giao nhiệm vụ sơ tán những con em liệt sĩ, những con em có cha mẹ chiến đấu ra khỏi thủ đô Hà Nội. Năm 1965, bà được phong hàm Thiếu tá, trở thành nữ quân nhân có cấp bậc quân hàm cao nhất trong Quân đội nhân dân Việt Nam, và được giao nhiệm vụ chăm sóc Đoàn đại biểu Anh hùng, Chiến sĩ thi đua miền Nam ra thăm miền Bắc.
Cuối năm 1973, bà đề đạt nguyện vọng được trở lại miền Nam công tác. Ngày 15 tháng 12 năm 1973, bà trở lại chiến trường miền Nam, với tư cách là đặc phái viên của Cục chính sách thuộc Tổng cục chính trị bên cạnh Bộ chỉ huy Miền, hàm Trung tá. Trong 2 năm 1974–1975, bà đã có 3 lần đi trên tuyến đường Trường Sơn để vào Nam ra Bắc.
Sau năm 1975, bà được phân công giữ chức Phó Chủ nhiệm Chính trị, Bộ Tư lệnh Thành phố Hồ Chí Minh. Năm 1978, bà được phong cấp bậc Thượng tá. Mặc dù ngoài 60 tuổi, bà vẫn tiếp tục được giữ lại để làm công tác chính sách cho cán bộ chiến sĩ và các cựu chiến bình, cũng như gia đình của họ. Mãi đến năm 1980, bà mới được cho nghỉ hưu. Để tôn vinh, bà được nhà nước Việt Nam đặc cách phong quân hàm Đại tá và phong tặng danh hiệu Anh hùng lực lượng vũ trang nhân dân.
Sau khi nghỉ hưu, bà vẫn tiếp tục hoạt động xã hội, là một trong những sáng lập viên của Bảo tàng Phụ nữ Nam Bộ, là Ủy viên Trung ương Hội cựu chiến binh Việt Nam.
Bà qua đời lúc 20 giờ 30 ngày 12 tháng 10 năm 2011 tại Thành phố Hồ Chí Minh, hưởng thọ 95 tuổi.

## Đời tư
Vào tuổi trưởng thành, bà lập gia đình với ông Trương Văn Ngài, còn gọi là Năm Ngài, một người cùng quê. Theo Nguyên Hùng trong "Nam Bộ – Những nhân vật một thời vang bóng" thì ông Năm Ngài từng có một đời vợ. Bà là đời vợ thứ hai.
Sau năm 1945, ông Năm Ngài công tác trong Sở An ninh Nam Bộ (Việt Minh). Năm 1947, ông và em trai của bà bị quân Pháp giết chết. Do không biết ngày sinh, nên bà đã lấy ngày giỗ của ông làm sinh nhật của mình.
Năm 1953, lần đầu tiên bà gặp mặt Chủ tịch Hồ Chí Minh khi ông bất ngờ đến thăm lúc bà đang ăn cơm với Tố Hữu. Ông hỏi: "Ai mà nói rổn rảng? Có phải nữ kiệt miền Đông đó không vậy?". Sau đó ông hỏi: "Cô Bi ăn mấy bát?". Bà đáp: "Con ăn ba chén", sau đó vội đổi là "ba bát". Ông cười nói: "Cô Bi cứ nói tự nhiên, tiếng nói của đồng bào miền Nam, Bác thích nghe hơn".
Năm 2007, bà đã gửi trả lại một chiếc xe được tặng trị giá 14.000 USD (thời giá bấy giờ) để dùng vào việc khác.
Ông Năm Ngài và bà có với nhau 3 người con. Người con trai tên là Trương Văn Đa. Người con gái thứ 2 tên là Trương Thị Oi. Ngoài ra bà Còn một cô gái út tên Hồ Quang Ánh Đào bà phải nén đau thương gửi lại cho vú nuôi khi mới vừa sanh ra chưa đầy một tháng,vì phải tập kết ra Bắc năm 1949...

## Nhận định
| “             | "Gương sáng tích cực kháng chiến cho các chị em phụ nữ" | ” |
| — Hồ Chí Minh |                                                         |   |

| “                                                                                       | "Chúng ta thấy ở đây – tức Việt Nam – Hồ Thị Hoa (hay là bà Bi như người ta gọi) một chỉ huy du kích với băng Lê dương đào ngũ và lính Nhật đánh thuê. Bà ta đang độ 30, khi đơn vị bà ta, Chi đội 12 trong bộ đội Hồ Chí Minh ở miền Nam gây tác hại trong vùng Hóc Môn giữa lúc Cao ủy Đông Dương Pignon vận động đưa Bảo Đại về nắm chính quyền ở Việt Nam. Với các đội ám sát, đội tuyên truyền, cảnh sát, kinh tài, bà ta tạo cho mình một vương quốc xây dựng trên khủng bố và tẩy não. Bà mặc bà ba đen, với khẩu Colt ở thắt lưng và một khẩu súng trường vác vai. Tử hình là hình phạt cho những ai vi phạm nội qui mà bà Bi thi hành với bàn tay sắt." | ” |
| — Hilaire du Benier, "Background to Betrayal", Nhà xuất bản Western Islands, 1965, p.39 | |   |

| “                                                                            | "Chi đội 12 do Hồ Thị Hoa, tên thân mật là Thị Bi, chỉ huy, một người bồi cũ khoảng 30 tuổi. Vị nữ tướng vững chắc này là một người mập béo. Bó người trong bộ đồng phục màu đen, súng colt dắt thắt lưng và một súng carbin trên vai, bà bất ngờ xuất hiện trong các làng với đội quân bảo vệ là lính Lê dương đào ngũ. Bà cũng xây dựng những đội ám sát để tiến hành những đợt tấn công biệt kích vào ngoại ô Sài Gòn." | ” |
| — Lucien Bodard, "Chiến tranh Đông Dương", Nhà xuất bản CAND, 2004, tr. 243. | |   |

## Vinh danh
Ghi nhận những công lao của bà, nhà nước Việt Nam đã trao tặng:
- Danh hiệu Anh hùng lực lượng vũ trang nhân dân
- Huân chương Độc lập hạng Nhì
- Huân chương Kháng chiến chống Pháp hạng Nhất
- Huân chương Kháng chiến chống Mỹ hạng Nhất
- Huân chương Quân công hạng Nhì, Ba
- Huân chương Chiến công hạng Nhất, Nhì
- Huân chương Chiến sĩ vẻ vang hạng Nhất, Nhì, Ba
- Huân chương Lao động hạng Nhất.
- Hiện nay trên địa bàn huyện Hóc môn có 1 Ngôi trường mang tên Bà